# Criss (Band)
Criss war der Name einer 1992 von dem US-amerikanischen Schlagzeuger Peter Criss gegründeten Hardrock-Band.

## Geschichte
Peter Criss hatte nach seiner Trennung von Kiss zwei Soloalben (1982 Out of Control und 1982 Let Me Rock You) veröffentlicht, die jedoch nicht den erhofften kommerziellen Erfolg brachten. In den folgenden Jahren trat er als Sänger von Backing Vocals auf Alben von Black ’n Blue (1986) und Ace Frehley (1989) in Erscheinung, wurde aber musikalisch ansonsten nicht wahrgenommen. Er hatte zwar mehreren Gruppen angehört („The Alliance“ (1984–1985, mit Stan Penridge), „Balls of Fire“ (1986) und „The Tree“ / „The Keep“ (1989–1991, mit Mark St. John)), doch mit keiner gelangte er bis zu einer Veröffentlichung.
1992 gründete er mit Mark Montague, Kirk Miller und Mike Stone dann „Criss“. Die Gruppe nahm im Juli 1993 im „Track 24 Recording Studio“ dreizehn Titel auf, darunter auch den von Criss 1976 geschriebenen Kiss-Hit Beth. Aus diesen Aufnahmen wurden fünf Titel für eine EP ausgewählt und im Oktober 1993 als nummerierte „Limited Edition“ veröffentlicht und per Mailorder vertrieben. Beth wurde als Single veröffentlicht.
Im August 1994 veröffentlichte die Gruppe dann das Album Cat # 1, das 11 Titel enthielt. Zwei der 1993 veröffentlichten Titel, nämlich The Cat und What You’re Doin’, waren nicht darauf enthalten. Laut einem Aufdruck auf dem Cover hatte Ace Frehley an dem Album mitgewirkt, es wurde aber nicht spezifiziert, an welchen Liedern er beteiligt war. Auch dieses Album wurde per Mailorder vertrieben.
Die Band bestand noch bis 1995 weiter und war Teil der „Bad Boys Tour“, die sie zusammen mit der Ace Frehley Band bestritt, löste sich dann jedoch auf.

## Diskografie
- 1993: Criss (Tony Nicole Tony Records)
- 1994: Cat # 1 (Tony Nicole Tony Records)